# Tarantyzm
Tarantyzm – zespół zachowań o charakterze symboliczno-religijnym określany jako egzorcyzm muzyczno-taneczny i powiązany ze zjawiskiem jakim jest mania tańca. Wyróżnikiem tej formy histerycznej reakcji tanecznej miało być rzekome ugryzienie przez tarantulę, zaś sposobem na pozbycie się jadu z organizmu był taniec. Tarantyzm analizowany był przez badaczy przede wszystkim na południu Włoch, w regionie Apulii. Według różnych ustaleń rytuał ten obserwowany był od wieku XI lub XIV aż do czasów zanikania w latach 60./70. XX wieku.

## Opis rytuału

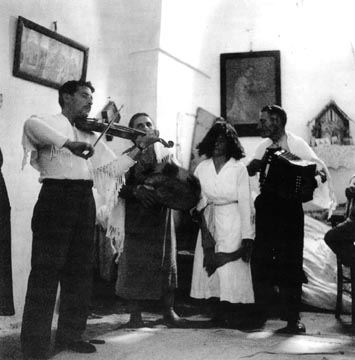
Kobieta (ubrana na biało) podczas muzycznego rytuału tarantyzmu.

Zwierzętami odpowiedzialnymi za ukąszenie miały być pajęczaki Lycosa tarantula lub Latrodectus tredecimguttatus, ale również skorpiony i węże. Rzekome ukąszenie skutkować miało objawami tj. przewracanie się na ziemię, uczucie osłabienia, ból głowy, nudności i wymioty, a także apatia na przemian ze wzmożeniem aktywności psychomotorycznej. Do osoby chorej wzywano muzyków. Ich zadaniem było uleczenie tarantysty poprzez granie taranteli. Odnalezienie właściwego utworu (odpowiadającego upodobaniom kąsającego pająka) pozwalało na rozpoczęcie tańca (transu) odbywającego się częściowo w pozycji leżącej, częściowo stojącej. Źródła historyczne i badania etnograficzne dostarczają opisów tańca, podczas którego u leżącego obserwowano m.in. charakterystyczne ruchy rytmicznego rzucania głową na boki, pełzanie z tłuczeniem kończynami o podłogę w rytm taranteli, co przypominać miało stworzenie niezdolne do osiągnięcia pozycji pionowej (tarantulę). Po etapie "identyfikacji z pająkiem" następowało poderwanie się na nogi, bieganie w podskokach po obrzędowym kręgu. Wykonywano niekiedy figury tradycyjnej taranteli z kolorową chusteczką w rękach. Taniec taki trwać mógł kilka godzin. Po odpoczynku cykl taneczny rozpoczynał się od nowa. Rytuał usuwania stanu krytycznego mógł trwać nawet kilka dni. Przeważnie należało się jednak spodziewać corocznego nawrotu choroby.

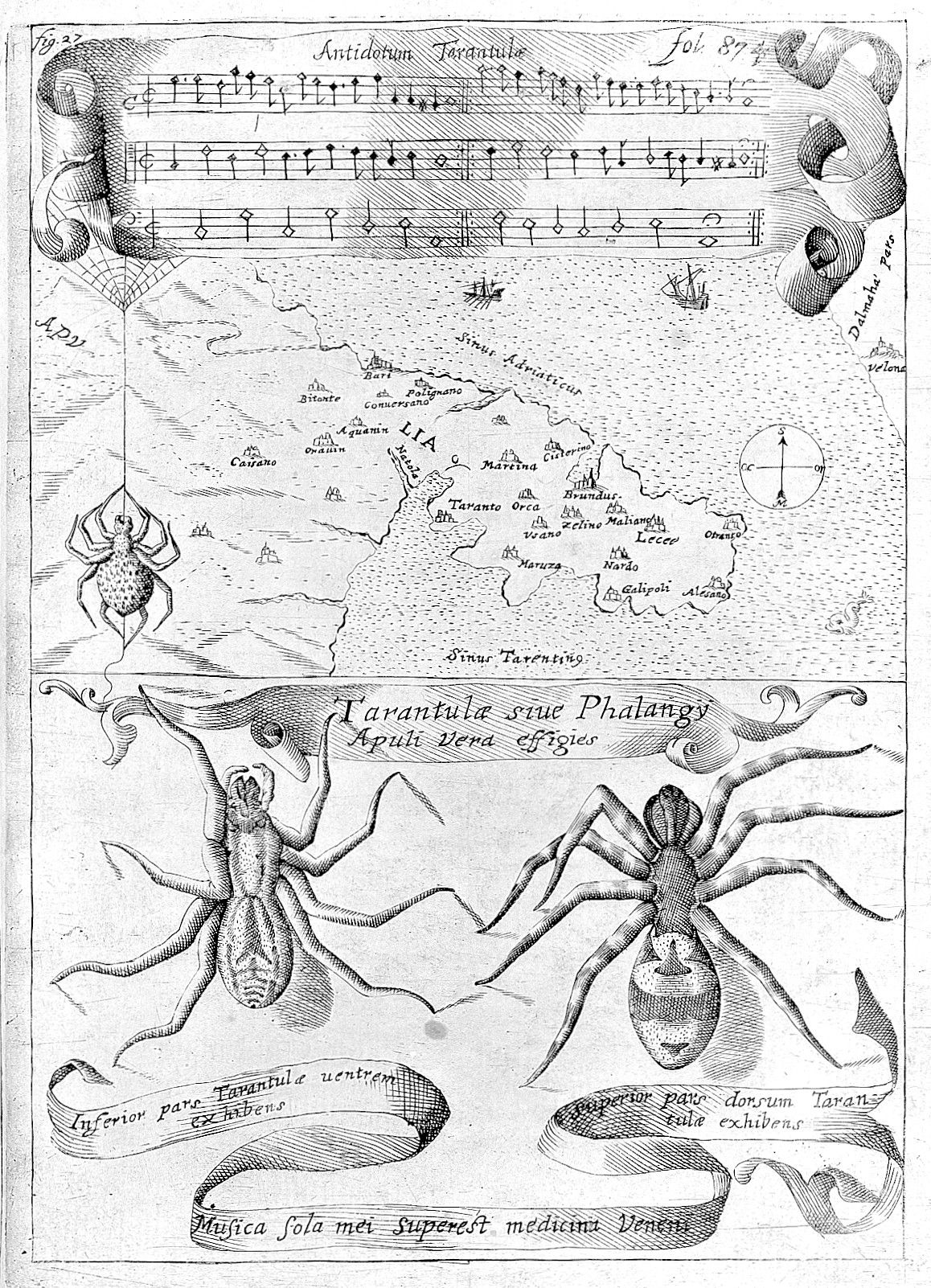
Stronica dzieła Athanasiusa Kirchera [https://www.dbc.wroc.pl/dlibra/publication/28739/edition/25960/content Magnes sive de Arte Magnetica

## Charakterystyka
Według źródeł ofiarami ukąszenia pająka stawali się na przestrzeni wieków zarówno mężczyźni, jak i kobiety, przedstawiciele chłopstwa, jak i wyższych warstw społecznych, a nawet stanu duchownego. Grupami dominującymi były jednak zwykle kobiety i chłopstwo. Do domniemanych ugryzień dochodziło przede wszystkim w porze letniej (od maja do sierpnia).
W ciągu stuleci rytuałowi towarzyszyło użycie pewnych akcesoriów wspierających proces reintegracji (powrotu do stanu równowagi u tarantysty). Były to przede wszystkim: kolorowe wstążki, szpady i lustra oraz huśtawki, a dawniej także ozdobiony gałązkami zbiornik z wodą, w którym można było się zanurzyć lub obmyć twarz. Spośród tych akcesoriów, w szczególności oddziaływanie barw było na przestrzeni stuleci istotne. Podobnie jak w przypadku muzyki, w zależności od indywidualnych preferencji, tarantysta reagował pozytywnie, np. włączając kolorową wstążkę czy chustkę do rytuału tańca, ale niewłaściwa barwa mogła również przerwać cykl taneczny i wzbudzić agresję chorego.
W warstwie muzycznej rytuału obecna była muzyka zarówno instrumentalna, jak i wokalna. Jej cenne relikty zachowały się w głównej mierze dzięki dziełu Athanasiusa Kirchera zatytułowanemu Magnes sive de Arte Magnetica, w którym odnajdziemy zarówno zapis nutowy "antidotów" na ugryzienie tarantuli, jak i słowa towarzyszących im pieśni. Muzyczną eksplorację w poszukiwaniu właściwej taranteli prowadziło zwykle trzech lub czterech muzyków. W składzie kapeli znaleźć się mogli muzycy grający m.in. na tamburynie, skrzypcach, akordeonie, gitarze, kobzie, cytrze czy flecie.
Ernesto De Martino w kluczowym dla badania zjawiska opracowaniu Ziemia zgryzoty pisze już o wieku XVIII jako okresie stopniowego wygaszania rytuału wiążąc ten fakt z rozwojem racjonalizmu oświeceniowego oraz ingerencją Kościoła katolickiego w proces. Włączono w struktury tarantyzmu kult św. Pawła czczonego jako tego, który uwolnił Maltę od węży (jest to tradycja apokryficzna). Tarantyści odbywali publiczne rytuały w święto św. Pawła w jego kaplicy w Galatinie (w okresie 28-30 czerwca). Do kaplicy zanosili również datki zbierane podczas wykonywania rytuału.

## Interpretacja
Badacze odmawiają związku między rytuałem tarantyzmu, a faktycznym ukąszeniem przez jadowite zwierzę. Choć objawy towarzyszące osobie deklarującej ukąszenie "inspirowane" były latrodektyzmem, to nie stwierdzono medycznych podstaw dla ich faktycznego zaistnienia. Odrzucono także hipotezę o udarze słonecznym jako możliwej przyczynie. Mówiąc współcześnie o tarantuli w kontekście tarantyzmu należy więc mieć na myśli zwierzę mityczne, wyobrażone. Przytacza się w tym kontekście argumenty o niewielkiej szkodliwości jadu tarantuli włoskiej i nieadekwatności symptomów obserwowanych u tarantystów, nieuzasadnionej medycznie formie leczenia muzyką, a także corocznej powtarzalności praktyk tarantystycznych.
W analizie zjawiska kulturowego, jakim jest tarantyzm zwraca się obecnie uwagę na możliwość rozładowania krytycznych stanów psychicznych tarantystów (zmęczenie ciężką pracą, konflikty okresu dojrzewania, utrata kogoś bliskiego). Dla osób dotkniętych melancholią, z mentalnymi zaburzeniami, depresją, neurotyków rytuał stawał się sposobem na przekroczenie skostniałych norm społecznych. Byłaby to więc swego rodzaju forma terapii traum (muzykoterapia).

## Geneza rytuału
Geneza zjawiska nie została przez badaczy ściśle ustalona. Wskazywano m.in. na pokrewieństwa z afrykańskimi rytuałami i ich wpływem na kulturę zachodniego wybrzeża Morza Śródziemnego. Szukano także jego związków ze starogreckimi kultami orgiastycznymi, w których czczono boga Dionizosa. Do hipotezy powiązania z kultem bachicznym badacze podchodzą dziś krytycznie zauważając, że rytualne praktyki taneczne są zjawiskiem o wiele bardziej uniwersalnym, obecnym w wielu kulturach pierwotnych.
Sam termin tarantyzm wiąże się z nazwą pająka, jakim jest tarantula oraz tańca tarantela, zaś jako źródłosłów dla nich bywa wskazywana nazwa miasta Tarent zlokalizowanego na południu Włoch w regionie Apulii.

## Tarantyzm w kulturze współczesnej

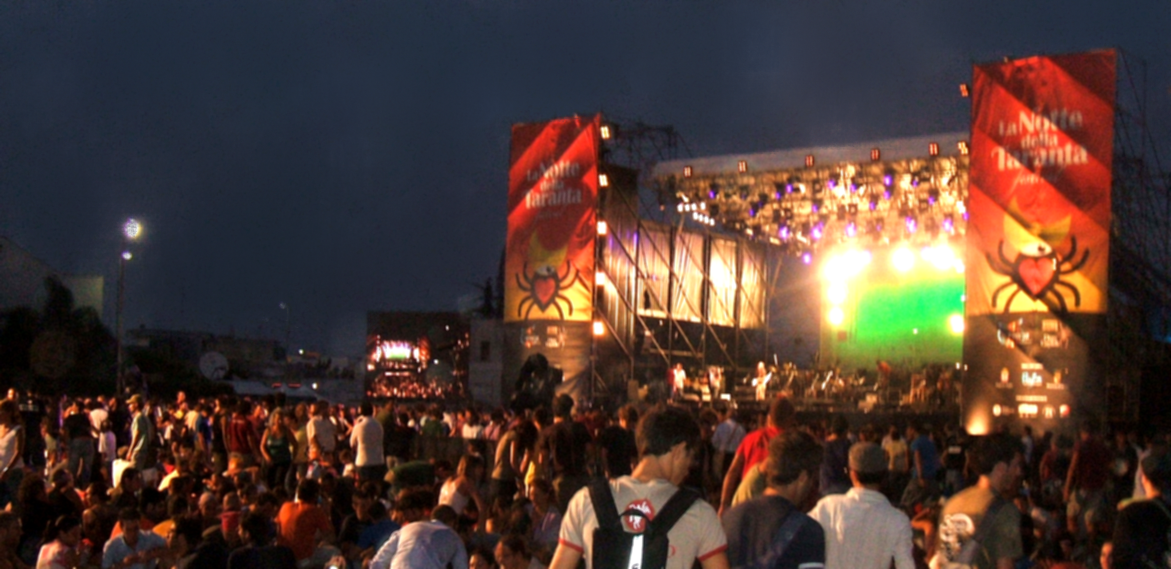
Festiwal Notte della Taranta

Tarantyzm jako zjawisko symboliczno-religijne całkowicie zanikł w swej pierwotnej formie. Jego dziedzictwo weszło jednak do kultury masowej i jako takie jest pielęgnowane i rozwijane. Przykładem może być odbywający się corocznie od 1998 roku festiwal La Notte della Taranta w Salento. Gromadzi on wykonawców muzyki i tańca tego regionu. W przeciwieństwie do wymarłych praktyk tarantyzmu współczesna tarantela (z jej apulijską odmianą, jaką jest pizzica) ma formę skanonizowaną, o usystematyzowanej sekwencji kroków.
Wśród wykonawców tradycyjnej muzyki apulijskiej wymienić można zespół Canzoniere Grecanico Salentino czy twórczość Antonio Castrignanò. Do kultury muzycznej tarantyzmu odwołuje się również album zespołu L’Arpeggiata La Tarantella : Antidotum Tarantulae z 2002 roku.
Dla kultury audiowizualnej cennymi formami zachowania pamięci o tarantyzmie stały się m.in.: krótkometrażowy film dokumentalny Gianfranco Mingozzi La Taranta (1961 r.) ukazujący przebieg rytuału u kresu jego funkcjonowania oraz film fabularny Pizzicata (1996 r.) Edoardo Winspeare.